# Mitsubishi J2M Raiden
Райдэн (яп. 雷電, «Гром и молния») — японский одноместный истребитель-перехватчик берегового базирования. Разработан компанией «Мицубиси» для ЯИФ под руководством Хорикоси в 1940—1942 годах (внутреннее обозначение-J2M), первый полёт-20 марта 1942 года. Запущен в серийное производство в октябре под обозначением «морской истребитель-перехватчик „Райдэн“ Модель 11», в части начал поступать только в марте 1943 года, и его освоение проходило с большим трудом из-за аварий.
В боевых действиях принял участие на завершающем этапе Второй мировой, в 1944—1945 годах—в ходе Филиппинской кампании и стратегических бомбардировок Японии, у американцев был известен под кодовым обозначением «Джек» (Jack). До конца войны авиазаводами в Нагое, Судзуке и Кодзе был произведён 621 самолёт.

## Модификации
- J2M1 — прототипы с двигателем «Касэй 13», также были известны под обозначением «экспериментальный морской истребитель-перехватчик Тип 14». В 1942 построено 8 единиц[1].
- J2M2 («Райдэн» Модель 11) — первая серийная модификация, с новым двигателем «Касэй 23» и уменьшенной длиной вала винта. Всего построена 131 единица (включая переоборудованный 4-й прототип)[2].
- J2M3 («Райдэн» Модель 21) — модификация с усиленным вооружением из четырёх крыльевых пушек: двух Тип 99 Модель 1 и двух Тип 99 Модель 2. Всего построено 435 машин (307 «Мицубиси» и 128 заводом в Кодзе). Известно о оснащении в полевых условиях части J2M3 парой дополнительных пушек, как на J2M4kai[3].

- J2M3ko («Райдэн» Модель 21ко) — вариант J2M3 с заменой двух крыльевых пушек на две Тип 99 Модель 1 в подкрыльевых гондолах. Построено 21 единица.
- J2M4kai («Райдэн» Модель 32 Кай) — вариант J2M3, оснащённый двигателем с турбокомпрессором и иным радиатором. Переоборудован 1 самолёт.

- J2M4—сходный с J2M6 вариант, оснащённый двигателем с турбокомпрессором и двумя дополнительными пушками Тип 99 Модель за кабиной, стрелявшими на 30° вверх. Построен 1 прототип[5].
- J2M5 («Райдэн» Модель 33) — поздняя модификация с двигателем «Касэй 26», оснащённым трёхступенчатым турбокомпрессором. Построено 43 машины. Известно о оснащении части выпущенного парка более простыми двигателями «Касэй 23» и по меньшей мере одного борта—крыльевыми 30-мм пушками Тип 5[6].

- J2M5ko («Райдэн» Модель 33ко) — проект дальнейшего развития J2M5 с двигателем «Касэй 26ко» и четырьмя пушками Тип 99 Модель 2.

- J2M6 — вариант, сочетавший планёр J2M3 и кабину J2M5. Предположительно построено 2 прототипа и один переоборудован из опытного J2M4[8].

- J2M6ko («Райдэн» Модель 31ко) — проектировавшаяся модификация, сочетавшая планёр J2M3ko и кабину J2M3.

- J2M7 («Райдэн» Модель 23) — проект дальнейшего развития J2M3 с двигателем «Касэй 26ко»[7].

- J2M7ko — вариант J2M7 с четырьмя пушками Тип 99 Модель 2.

- J2M8 — проект с уменьшенной для улучшения обзора из кабины задней частью фюзеляжа[7].

## Технические характеристики
Ниже приведены лётно—технические характеристики модификаций перехватчика J2M:
| Характеристики                                                                            | J2M1                                                                             | J2M2 Модель 11                                                                   | J2M3 Модель 21                                                     | J2M4 Модель 32                                                     | J2M4 арсенала в Кодзе                             | J2M5 Модель 33                                                     | J2M6 Модель 31                                                     |
| ----------------------------------------------------------------------------------------- | -------------------------------------------------------------------------------- | -------------------------------------------------------------------------------- | ------------------------------------------------------------------ | ------------------------------------------------------------------ | ------------------------------------------------- | ------------------------------------------------------------------ | ------------------------------------------------------------------ |
| Длина, м                                                                                  | 9,9                                                                              | 9,65                                                                             | 9,65                                                               | 10, 145                                                            | 9,65                                              | 9,65                                                               | 9,65                                                               |
| Высота, м                                                                                 | 3,82                                                                             | 3,875                                                                            | 3,945                                                              | 3,875                                                              | 3,875                                             | 3,875                                                              | 3,875                                                              |
| Размах крыла, м                                                                           | 10,8                                                                             | 10,8                                                                             | 10,8                                                               | 10,8                                                               | 10,8                                              | 10,8                                                               | 10,8                                                               |
| Площадь крыла, м²                                                                         | 20,05                                                                            | 20,05                                                                            | 20,05                                                              | 20,05                                                              | 20,05                                             | 20,05                                                              | 20,05                                                              |
| Нагрузка на крыло, кг/м²                                                                  | 142,69                                                                           | 160,1                                                                            | 171,57                                                             | 171,32                                                             | 196,86                                            | 174,91                                                             | 173,66                                                             |
| Масса пустого, кг                                                                         | 2191                                                                             | 2348                                                                             | 2490                                                               | 2574                                                               | 2823                                              | 2539                                                               | 2853                                                               |
| Нормальная взлётная масса, кг                                                             | ?                                                                                | 3650                                                                             | 4095                                                               | 3946                                                               | 4207                                              | 3507                                                               | 3947                                                               |
| Двигатель                                                                                 | Касэй 13                                                                         | Касэй 23                                                                         | Касэй 23                                                           | Касэй 23                                                           | Касэй 23 Хэй                                      | Касэй 26                                                           | Касэй 23                                                           |
| Мощность на взлётном режиме, л. с.                                                        | 1050                                                                             | 1330                                                                             | 1340                                                               | 1340                                                               | 1340                                              | 1330                                                               | 1330                                                               |
| Мощность на высоте, л. с.                                                                 | 930 (6500)                                                                       | 1040 (4800)                                                                      | 1120 (4100)                                                        | 1040 (9200)                                                        | 1040 (9200)                                       | 710 (7200)                                                         | 1040 (2450)                                                        |
| Запас топлива (в главном баке/крыльевых баках/баке водно-метаноловой смеси/баке масла), л | 710/-/-/60                                                                       | 420/-/130/60                                                                     | 390/180/120/60                                                     | 390/180/120/60                                                     | 390/180/120/60                                    | 390/180/120/60                                                     | 390/180/120/60                                                     |
| Максимальная скорость на высоте, км/ч                                                     | 578 (6000)                                                                       | 596 (5430)                                                                       | 612 (6000)                                                         | 577 (9300)                                                         | 577 (9300)                                        | 615 (6585)                                                         | 590 (5450)                                                         |
| Дальность полёта, км                                                                      | ?                                                                                | 1055                                                                             | 1055                                                               | 1100                                                               | 1100                                              | 555                                                                | 1055                                                               |
| Практический потолок, м                                                                   | 11 000                                                                           | 11 680                                                                           | 11 520                                                             | 11 500                                                             | 11 500                                            | 11250                                                              | 11 520                                                             |
| Вооружение                                                                                | 2×20-мм пушки Тип 99 Модель 1 Тип 3 2×7,7-мм пулемёта Тип 97 до 2×30 кг авиабомб | 2×20-мм пушки Тип 99 Модель 1 Тип 4 2×7,7-мм пулемёта Тип 97 до 2×30 кг авиабомб | 4×20-мм пушки (2×Тип 99 Модель 1 и 2×Модель 2) до 2×60 кг авиабомб | 6×20-мм пушек (4×Тип 99 Модель 1 и 2×Модель 2) до 2×60 кг авиабомб | 4×20-мм пушки Тип 99 Модель 1 до 2×60 кг авиабомб | 4×20-мм пушки (2×Тип 99 Модель 1 и 2×Модель 2) до 2×60 кг авиабомб | 4×20-мм пушки (2×Тип 99 Модель 1 и 2×Модель 2) до 2×60 кг авиабомб |